# Jonathan i Martha Kentowie
Jonathan Kent i Martha Kent (alternatywnie Kentowie) – fikcyjne postacie drugoplanowe z wydawanych przez DC Comics komiksów z udziałem Supermana, jego przybrani rodzice.

## Geneza postaci
Zostali stworzeni przez scenarzystę Jerry’ego Siegela i rysownika Joego Shustera. Powszechnie uważa się, że ich debiut miał miejsce w komiksie Superman vol. 1 #1 (lato 1939), jednakże postacie te zostały stworzone znacznie wcześniej, w czasach gdy Jerry Siegel współpracował z innym rysownikiem – Russellem Keatonem. W stworzonej przez Siegela i Keatona nieopublikowanej wersji genezy Supermana, bohater nie był kosmitą, lecz człowiekiem, który został jako niemowlę wysłany w przeszłość do roku 1935 za pomocą wehikułu czasu. Został on wówczas odkryty przez małżeństwo Sama i Molly Kentów. W wersji genezy Supermana z Action Comics vol. 1 #1 nie oni, a przypadkowy motocyklista odnalazł dziecko z innej planety i oddał je do sierocińca. W powieści George’a Lowthera pod tytułem The Adventures of Superman z 1942 roku oraz w serialu telewizyjnym o tym samym tytule – The Adventures of Superman z lat 50. XX wieku Kentowie nazywani byli Eben i Sarah (w powieści umierają oni na krótko przed wyjazdem Clarka do Metropolis). W jubileuszowym (z okazji 10. rocznicy powstania Supermana) wydaniu magazynu Superman vol. 1 z 1948 roku, małżeństwo Kentów zyskało imiona John i Mary. Nazwisko Jonathan Kent pojawia się dopiero w komiksie Adventure Comics vol. 1 #149 z 1950 roku, zaś imię przybranej matki Supermana zmieniono wpierw z Mary na Marthe w Superboy vol.1 #12 z 1951 roku, by ostatecznie zmienić je na Martha Kent w Adventure Comics vol. 1 #169 z tego samego roku.

## Biografia
Państwo Kent przedstawiani są w kanonicznych historiach komiksowych jako rodzina zastępcza dla Kal-Ela – przybysza z planety Krypton, należącego do niemal doszczętnie wymarłej rasy Kryptonian, który później stał się superbohaterem znanym jako Superman. Kentowie zamieszkują niewielką miejscowość Smallville w stanie Kansas (przodkowie Jonathana przybyli do tego stanu w XIX wieku). Imię ich adoptowanego syna pochodzi od nazwiska panieńskiego Marthy. Małżeństwo Kentów wychowało dziecko z kosmosu, starając się zaszczepić w nim swoje własne silne wartości moralne. W komiksach DC Comics wydawanych przed crossoverem pod tytułem Crisis on Infinite Earths z 1985 roku oboje umarli (ich śmierć została wspomniana w historii The Last Days of Ma and Pa Kent z komiksu Superman vol. 1 #161 z maja 1963). W wydaniach post-kryzysowych (zapoczątkowanych mini-serią Man of Steel z 1986 roku autorstwa Johna Byrne’a) małżeństwo Kentów przez dłuższy czas występowało regularnie w komiksach jako postacie drugoplanowe, z czego Jonathan Kent poniósł śmierć w komiksie Action Comics vol. 1 #870 z 2008 roku. W najnowszych wydaniach (ukazujących się po zakończeniu crossoveru Flashpoint) oboje umarli zanim Clark stał się Supermanem, w wypadu samochodowym, spowodowanym przez pijanego kierowcę.

## Adaptacje
Postacie przybranych rodziców Clarka Kenta/Supermana gościły w niemal wszystkich adaptacjach komiksów z jego udziałem. W serialu telewizyjnym Adventures of Superman z lat 1952–1958, w rolę Ebena Kenta wcielił się Tom Fadden, a w rolę Sarah Kent wcieliła się Frances Morris. W filmie Superman (Superman: The Movie) w reżyserii Richarda Donnera z 1978 roku Jonathana Kenta zagrał Glenn Ford, zaś Marthę Kent zagrała Phyllis Thaxter. W serialu telewizyjnym Superboy w role Jonathana i Marthy wcielili się Stuart Whitman i Salome Jens. W serialu telewizyjnym Nowe przygody Supermana (Lois & Clark: New Adventures of Superman) role przybranych rodziców Supermana zagrali Eddie Jones i K Callan. W Tajemnicach Smallville (Smallville) Jonathana i Marthe zagrali John Schneider i Annette O’Toole. W pseudo-sequelu do serii filmów z lat 1978–1987 pod tytułem Superman: Powrót (Superman Returns) z 2006 roku (reżyseria Bryan Singer), następczynią Phyllis Thaxter w roli Marthy Ken została Eva Marie Saint. W najnowszej odsłonie przygód Supermana, w rolę Jonathana Kenta wcielił się Kevin Costner, zaś w rolę Marthy Kent – Diane Lane. Diane Lane ma powrócić do tej roli w oczekującym na swoją premierę sequelu Człowieka ze stali pod tytułem Batman v Superman: Świt sprawiedliwości (Batman v Superman: Dawn of Justice)